# イ・スビン
李洙彬（イ・スビン、1938年 - ）は、大韓民国の実業家。サムスングループの3代目会長。大韓民国慶尚北道星州出身。

## 概要
1938年に慶尚北道星州で生まれた。ソウル大学校商業学部を卒業し、1965年にサムスンに入社した。39歳で第一毛織の代表理事になった後、第一合繊、第一製糖、サムスン航空、サムスン生命保険、サムスン証券などの代表を務めてきた。
2008年にサムスン不正資金提供疑惑や脱税疑惑で李健熙前会長が責任をとって辞任すると、第3代会長に就任し対外的に代表を務めた。しかし健熙が2009年に李明博大統領により特別恩赦されると、2010年に会長職を健熙に返上した。